# Batrachoides pacifici
Batrachoides pacifici es una especie de pez del género Batrachoides, familia Batrachoididae. Fue descrita científicamente por Günther en 1861.
Se distribuye por el Pacífico Oriental: canal de Panamá al norte de Perú. La longitud total (TL) es de 43 centímetros. Especie demersal que habita en aguas dulces.
Está clasificada como una especie marina inofensiva para el ser humano.